# (18873) Larryrobinson
(18873) Larryrobinson (1999 VJ22) – planetoida z pasa głównego asteroid okrążająca Słońce w ciągu 3,74 lat w średniej odległości 2,41 j.a. Odkryta 13 listopada 1999 roku.